# Przysadka (botanika)

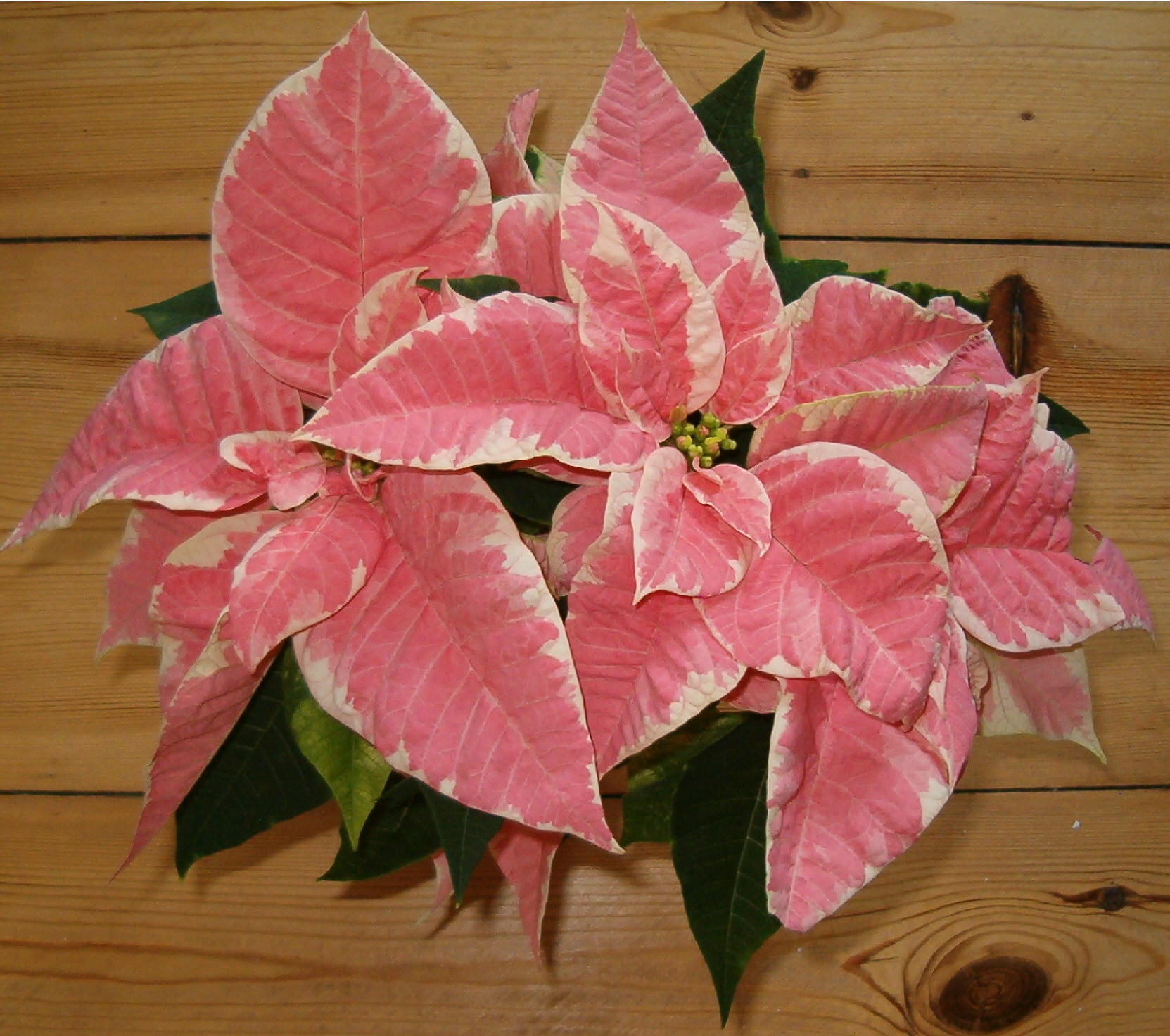
Kolorowe, pełniące rolę powabni przysadki u wilczomlecza pięknego

Przysadka (łac. bracteae, ang. bract) – w botanice liść, z którego kąta wyrasta kwiat.
U astrowatych przekształcone łuskowate przysadki występujące u podstawy kwiatów w koszyczku to plewinki. U wiechlinowatych przysadka przekształcona jest w plewkę dolną. U niektórych gatunków roślin przysadki do złudzenia nieraz imitują płatki kwiatowe, pełniąc rolę powabni dla zapylających je owadów, czy innych zwierząt. Tak jest np. u wilczomleczu nadobnego. Przysadki pełniące rolę powabni często nie są zielone, jak inne liście, lecz kolorowe.

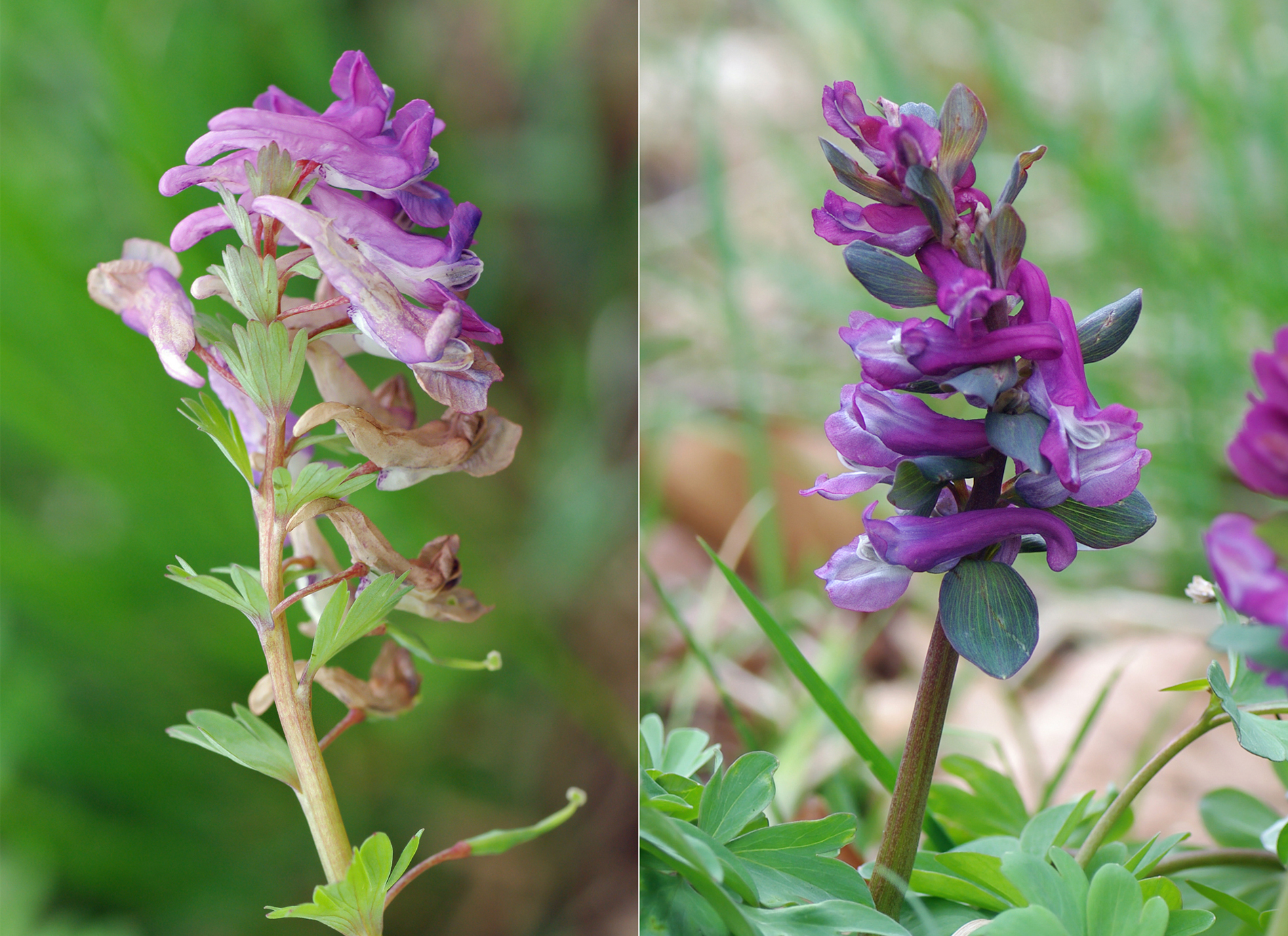
Przysadki kokoryczy pełnej (po lewej) i pustej (po prawej) pozwalają odróżnić te dwa gatunki od siebie; w obu przypadkach przysadki mają inny kształt niż pozostałe liście rośliny.

Przysadki czasami różnią się kształtem od pozostałych liści, często są dużo mniejsze.
Występowanie, kształt i wielkość przysadek jest ważną cechą taksonomiczną przy oznaczaniu niektórych gatunków roślin.